# 生田川 (戯曲)
『生田川』（いくたがわ）は森鷗外の戯曲。『万葉集』の「菟原処女の伝説」を元に作られた。

## あらすじ
菟原処女のことを、母は心配している。実は二人の男から愛されていて、どちらを選んでよいか、悩んでいるのだという。母は娘に内緒で、生田川に見える鳥を射た方に娘をやると約束してしまう。そのことを娘に告げた朝、男二人を乗せた船が川に見え、鳥は消えている。どちらが射たのか気がかりな娘は川へ向かい、母も後を追う。